# Muzeum Bitwy pod Grunwaldem
Muzeum Bitwy pod Grunwaldem – muzeum bitwy pod Grunwaldem w Stębarku, województwo warmińsko-mazurskie. Ma powierzchnię 275 m². Eksponowana jest w nim wystawa stała „Wielka Wojna z Zakonem Krzyżackim 1409-1411 r.”.